# Berta de Blois
Berta de Blois, o Berta de Blois-Chartres, morta a Chartres després del 1080, fou una filla del comte Eudes II de Blois, comte de Blois (989-1037) i d'Irmengarda d'Alvèrnia (995-1040) i germana de Tibau o Teobald III de Blois, comte de Xampanya (1010-1089) i d'Esteve I, comte de Troyes (1015-1040).
El 1018, es va casar amb el duc de Bretanya Alan III, amb el que va tenir:
- El successor Conan, duc de 1040 a 1066 sota el nom de Conan II de Bretanya
- Havoisa de Bretanya, qui fou l'esposa d'Hoel de Cornualla, successor de Conan II el 1066 com a duc de Bretanya.

Alguns anys després de la mort del seu marit sobrevinguda l'1 d'octubre de 1040, "Gervais du Château de Loir, bisbe de Le Mans, arregla el matrimoni de Berta el
1046 amb Hug IV del Maine, però Jofré II Martell, comte d'Anjou, replica envaint Maine. Els seus fills foren:
- Herbert II del Maine († 1062), comte del Maine
- Marguerida (vers 1045 † 1063), promesa amb Robert Courteheuse, futur duc de Normandie, fill de Guillem el Conqueridor. Eudes I de Penthièvre, son germà, es va apoderar de la guarda del seu nebot Conan II i es va proclamar comte de Bretanya.[4]

Berthe de Blois de nou vídua el 1051 va acabar els seus dies fent obres de caritat a Chartres, on la seva presència és testificada de 1050 a 1080. Sobretot va fer celebrar l'aniversari de la mort del seu fill a la Catedral de Notre-Dame de Chartres, mitjançant una ofrena.